# ألبرت هاميلتون كيب
ألبرت هاميلتون كيب (بالإنجليزية: Albert Hamilton Kipp)‏ هو مهندس معماري أمريكي، ولد في 14 نوفمبر 1850 في نيويورك في الولايات المتحدة، وتوفي في 22 مايو 1906 في دالاس في الولايات المتحدة.